# Alphonse Decuyper
Alphonse Decuyper (1877 - data desconhecida) foi um jogador de polo aquático francês, medalhista olímpico.
Alphonse Decuyper fez parte do elenco medalha de bronze olímpico de Paris 1900. Ele competiu como membro do Libellule de Paris.